# 무라드 기라이

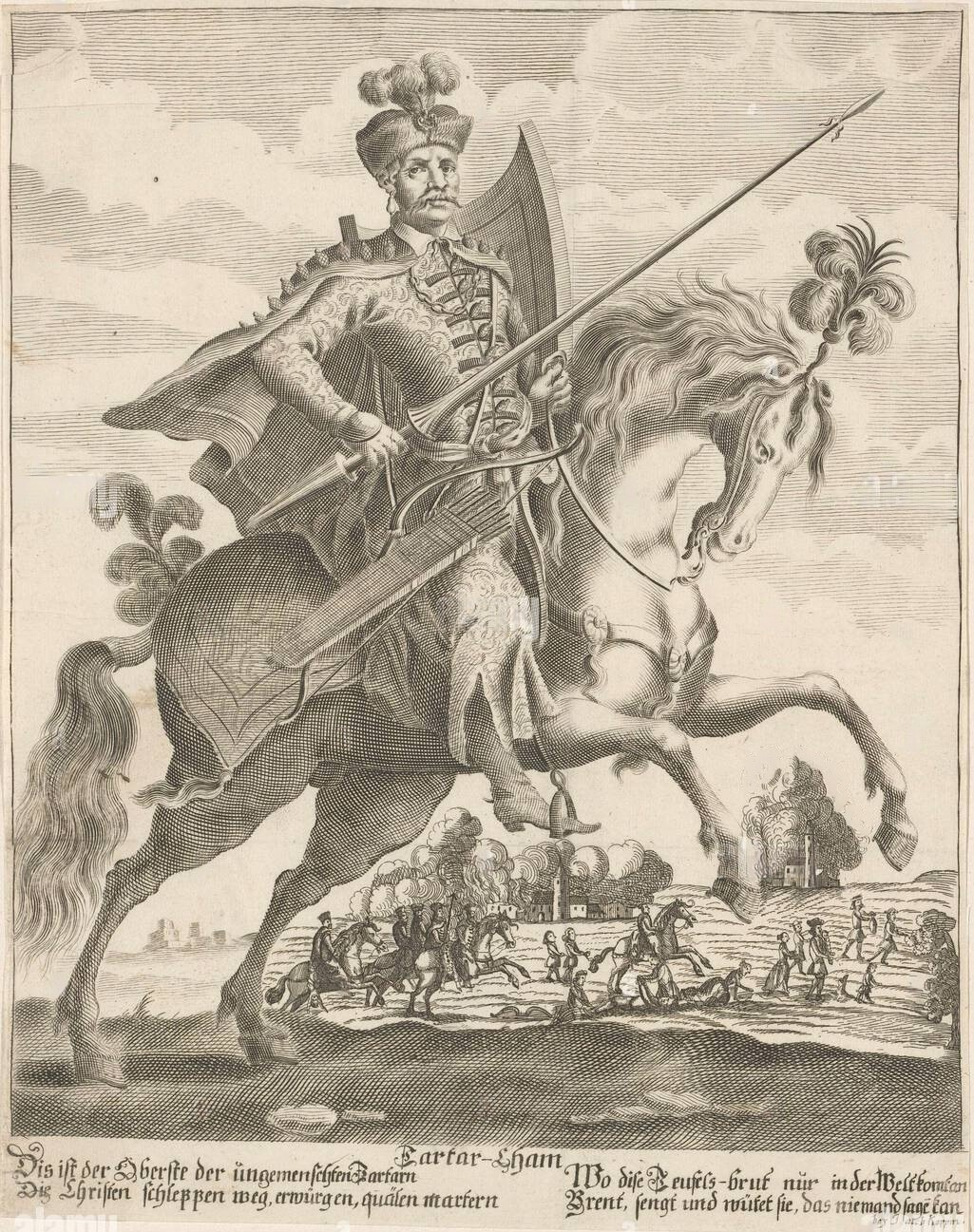

무라드 기라이 또는 무라드 칸 기라이(크림 타타르어: Murad Geray مراد كراى, 튀르키예어: Murat Giray)는 1627년 ~ 1696년 사이 동안 통치했던 크림 칸국의 칸이다.
그는 셀림 1세를 대신해 왕위에 올랐으나 1683년 빈 전투에서 폴란드-리투아니아 연방의 왕 얀 3세 소비에스키의 가톨릭 동맹군에 대하여 소극적인 행동을 보여 패배에 일조한 탓에 책임이 물어지고 칸의 자리에서 쫓겨났다.